# Ходулов, Александр Дмитриевич
Александр Дмитриевич Ходулов (18 апреля 1962 — 3 августа 2003 гг.), живописец, член Союза художников России с 1993 года.

## Биография
Александр Ходулов родился самым младшим, десятым ребенком в многодетной семье народного артиста СССР, депутата Верховного Совета СССР 6-го созыва Ходулова Дмитрия Федоровича (4 августа 1912 — 3 октября 1977 г.) и персонального пенсионера СССР, матери-героини, уроженки села Токко Олекминского района Кузьминой Марии Васильевны (8 марта 1919 — 3 июня 2002 гг.).
В семье Ходуловых росли 10 детей. Атмосфера в семье была творческой, с малых лет дети начинали заниматься рисованием, лепкой, чтением. Дмитрий Федорович сам прекрасно рисовал, используя различную технику, вырезал из дерева. Семья жила по адресу: Якутск, проспект Ленина, 46. В двух шагах от Якутского драматического театра им. П. Ойунского, где с 1934 года служил отец Дмитрий Федорович Ходулов. Дети приходили на репетиции отца, на спектакли. В канун Нового года театр устраивал новогодние утренники. Дмитрий Ходулов сам одевал костюм Деда Мороза, заходил с зал с большим мешком, полным подарков. Радость детворы была безграничной.
В Александре с малых лет проявилась тяга к рисованию. В 1977 году мальчик окончил Детскую художественную школу города Якутска им. Л. А. Ким, в 1981 — театральное декорационное отделение Якутского художественного училища им. П. П. Романова.
В 1987 году Александр Ходулов получил блестящее образования на факультете монументальной живописи Московского художественного института им. В. И. Сурикова. Учился в мастерской профессора Юрия Константиновича Королева (в те годы директора Государственной Третьяковской галереи) . Как в училище, так и в институте учился вместе с супругой — заслуженным работником искусств РФ Марианной Михайловной Лукиной, дочерью одного из первых профессиональных художников-живописцев Якутии, также выпускника Московского государственного художественного института имени В. И. Сурикова, заслуженного деятеля искусств Якутской АССР Михаила Васильевича Лукина (1929—1966 гг.) Михаила Васильевича Лукина.
Александр Ходулов работал во всех жанрах станковой живописи, занимался монументальной росписью, его работы известны своими неожиданными ракурсами.
Осенью 2002 году состоялась его персональная выставка в картинной галерее «Ургэл». Несмотря на то, что выставка охватила творчество художника во временном пространстве всего лишь за одно десятилетие — с 1992 по 2002 годы, она была необычной, многоплановой и искренней. К ней он пришел уже зрелым мастером, написавшим более 30 картин. Ею он словно подводил определенный итог своей короткой земной жизни.
По информации искусствоведа Ии Покатиловой, в поисках своего стиля художник шел от иллюзорно-реального натюрморта к импрессионистическим приемам в пейзажах. На его полотнах — живописные новеллы из охотничьей жизни, таежная природа, мир северных легенд. Будучи также страстным охотником и рыболовом Александр Ходулов умел видеть таинство природы и языческую одухотворенность современного человека. Он постоянно с большой любовью и знанием дела писал этюды, пейзажи и сцены охотничьей жизни.
В 2012 году Национальный художественный музей РС(Я) организовал выставку работ Александра Ходулова «Лабиринты души художника», посвященную его 50-летнему юбилею. Ее пришлось готовить супруге Марианне Лукиной самостоятельно, без помощи своего верного друга. Открыли выставку искусствовед Ия Покатилова, музеевед Галина Сафронова, художник Саха театра им. П. Ойунского Анатолий Сокольников, преподаватель художественного колледжа Людмила Слепцова, заместитель председателя Союза художников Якутии Василий Амыдаев, художник Алексей Евстафьев, родственники и друзья.

## Семья
Родился в большой многодетной семье Ходуловых последним, десятым ребенком. Отец — народный артист СССР, депутат Верховного Совета СССР 6-го созыва Ходулов Дмитрий Федорович (4 августа 1912 — 3 октября 1977 гг.), мать — Мать-героиня, персональный пенсионер союзного значения Кузьмина Мария Васильевна (8 марта 1919 — 3 июня 2002 гг.).
Супруга — живописец, заслуженный художник Республики Саха (Якутия), член Союза художников России, заслуженный художник РФ, доцент кафедры живописи и графики Арктического государственного института культуры и искусств Марианна Михайловна Лукина.
Сын — Мичиль Александрович Ходулов, программист.

## Критика
По мнению Людмилы Подпругиной, в полотнах Александра Ходулова наблюдаются реалистические тенденции, живопись обретает графическую чёткость и лаконичность.